# لی هو جین
لی هو جین (کره‌ای: 이호진؛ زادهٔ ۹ مارس ۱۹۸۳) بازیکن فوتبال اهل کره جنوبی است.
وی همچنین در تیم ملی فوتبال زیر ۲۰ سال کره جنوبی بازی کرده‌است.